# Pacific Codex
| Оценки критиков | Оценки критиков |
| Источник        | Оценка          |
| --------------- | --------------- |
| Allmusic        | [ 2 ]           |

Pacific Codex — седьмой студийный альбом Bass Communion, проекта британского музыканта и продюсера Стивена Уилсона.
Альбом состоит из двух дисков, содержащих заглавный трек, сведённый в стерео на CD и в 5.1-канальный объёмный звук на DVD-A. Иногда песня разделена на две части, как это и есть на издании Equation Records. Все звуки были созданы посредством записи металлических скульптур Стива Хаббэка в исполнении Стивеном Уилсоном и Тео Трэвисом. Запись упакована в длинную обложку в слипкейсе вместе с книгой, содержащей изображения океана, сделанные Карлом Гловером. Каждая копия также содержит вкладыш в виде собственноручно пронумерованной открытки. Было сделано лишь 975 копий, все из которых были проданы через два дня после релиза.
Были сделаны пять тестовых штамповок альбома на виниловом LP, каждая из которых состоит из двух односторонних LP с простыми белыми маркировками и без обложки. Эти штамповки были отклонены в связи с плохим качеством звучания. Виниловый LP никогда не был выпущен.

## Список композиций
| №  | Название          | Длительность |
| -- | ----------------- | ------------ |
| 1. | «Pacific Codex 1» | 20:24        |
| 2. | «Pacific Codex 2» | 19:54        |

| №  | Название        | Длительность |
| -- | --------------- | ------------ |
| 1. | «Pacific Codex» | 40:18        |